# Kurt Alder
Kurt Alder, född 10 juli 1902 Chorzów, Polen, död 20 juni 1958 i Köln, Tyskland, var en tysk kemist. År 1950 erhöll han Nobelpriset i kemi tillsammans med Otto Paul Hermann Diels för upptäckten av Diels–Alderreaktioner. Denna metod, även kallad diensyntes, har haft stor betydelse i preparativ organisk kemi och fått teknisk betydelse inom konstmasseindustrin, samt för framställning av ogräs- och insektsbekämpningsmedel av typen klorerade kolväten, som t.ex. aldrin och dieldrin. Användning av dessa är dock förbjuden i Sverige sedan 1970.

## Biografi
Alder föddes i industriområdet Königshütte, Schlesien där han fick sin tidiga skolgång. Han lämnade området när Königshütte blev en del av Polen 1922 och började studerade kemi vid universitetet i Berlin från 1922 och senare vid universitetet i Kiel där han tog sin doktorsexamen 1926 för doktorandarbete övervakat av Diels.
År 1930 utnämndes Alder till föreläsare i kemi vid Kiels universitet och befordrades till lektor 1934. År 1936 lämnade han Kiel för att börja en tjänst i IG Farben Industrie i Leverkusen, där han arbetade med syntetiskt gummi. År 1940 utnämndes han till professor i experimentell kemi och kemisk teknik vid universitetet i Köln och chef för Institutet för kemi där. Under hela denna tid och trots de många hindren för originalforskning i Europa under tiden före andra världskriget, fortsatte han ett systematiskt program för undersökningar inom sitt speciella intresse för syntes av organiska föreningar. Sammantaget publicerade han mer än 151 rapporter inom detta område.
År 1945 arbetade han nära med uppfinnaren av EDTA, Ferdinand Münz och 1949 publicerade de tillsammans en uppsats om diensyntes och tillsatser.

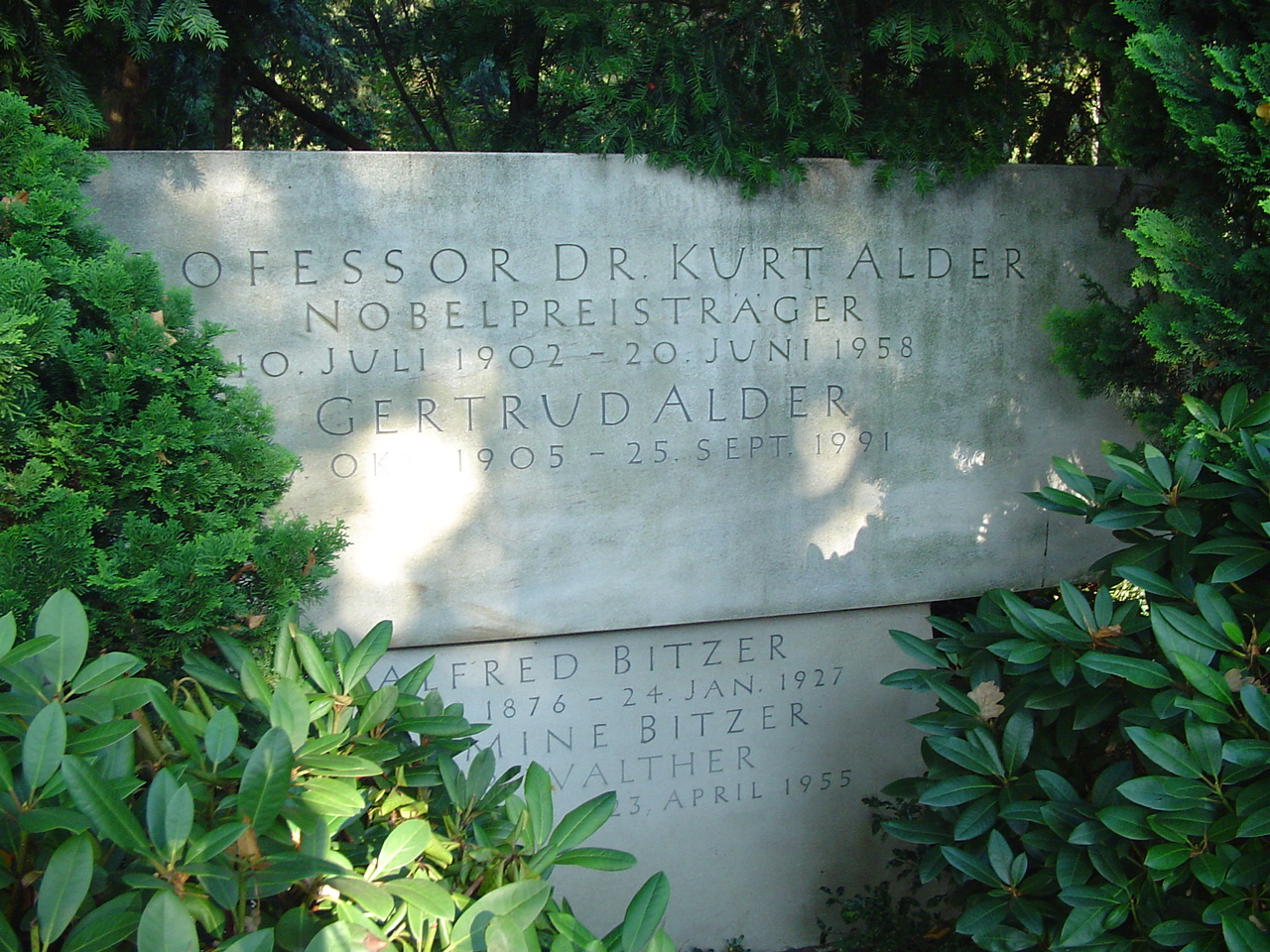
Kurt Alders gravplats.

Alder dog i juni 1958, 55 år gammal. Orsaken till hans död är okänd, men hans kropp hittades i hans lägenhet i Köln, Tyskland efter två veckor. Hans systerdotter, som hittade kroppen, uppgav att lukten av ruttnande kött var så stark att hon kände det från gatan utanför. Gertrud Alder rapporterade att hennes man var otroligt bedrövad när hon sista gången såg honom och ofta muttrade frasen "Les Jardins du S ouvenir" (Minnesträdgården) medan hon skrev ut hans forskningsanteckningar.

## Utmärkelser
Alder fick flera hederstitlar och andra utmärkelser, mest känt är Nobelpriset i kemi 1950, som han delade med sin handledare Diels för deras arbete med det som nu kallas Diels–Alder-reaktionen. Insekticiden aldrin, skapad genom en Diels-Alder-reaktion, är också uppkallad efter honom.
Nedslagskratern Alder på månen är uppkallad efter honom.